# کلرادو سیتی (کلرادو)
کلرادو سیتی (به انگلیسی: Colorado City) یک منطقهٔ مسکونی در ایالات متحده آمریکا است که در شهرستان پوبلوو، کلرادو واقع شده‌است. کلرادو سیتی ۸۹٫۵ کیلومتر مربع مساحت و ۲٬۱۹۳ نفر جمعیت دارد و ۱٬۷۸۴ متر بالاتر از سطح دریا واقع شده‌است.